# 基隆市政府
25°07′54″N 121°44′40″E / 25.131645°N 121.744553°E
基隆市政府是臺灣基隆市的行政機關，最高首長為基隆市市長，中央主要業務監督機關為內政部。其最初歷史可追溯至日治時代，在1920年（大正9年）所置的「基隆街役場」，之後隨著1924年（大正13年）基隆建市而改制為「基隆市役所」，進入中華民國時代後改為現制之市自治機關。至2013年（民國102年）底為止，其轄下之編制員工（含所屬機關及學校）共計約為五千八百餘人。

## 沿革
1920年（日治大正9年），臺灣總督府變更全臺行政區劃，施行地方公共團體制度。基隆地區設基隆郡，隸屬於臺北州，並於基隆郡轄下設2街6庄，其行政機關「基隆郡役所」則設於基隆街，辦公廳舍位於今日之信二路立體停車場；基隆街則置基隆街役場做為其行政機關。
1924年（日治大正13年）12月25日，臺灣總督府修正地方官制，基隆街改制基隆市，為直屬於臺北州之州轄市，並成立基隆市役所為其行政機關；基隆市市尹（1940年後改稱「市長」）為基隆市役所之首長，並置助役（相當於今之副市長）、地方技師、視學（相當於今之督學）、屬、技手等官職。二戰結束前，基隆市役所下設文書課、庶務課、教育課、援護課、住宅課、商工課、農務課、厚生課、土木課、水道課、企劃課、財務課等單位，並管轄基隆市內各區區會。:43-48
1945年（民國34年）10月25日，中華民國國民政府接管台灣，全臺行政區劃亦配合中華民國的地方制度進行改制。原為州轄市的基隆市改為省轄市，置基隆市政府為其行政機關。同年11月8日，臺灣省行政長官公署開始接管臺灣各地方政府，基隆市政府也於此日開始接管原基隆市役所的各項業務。同年11月11日，日治時代的末任基隆市市長丸岡道夫遵令將關防、簿籍、圖冊、財產等基隆市役所各項公物分別造冊移交臺灣省行政長官公署指派的基隆市市長石延漢及其下屬官員，基隆市政府正式開始運作。
2004年（民國93年）12月1日，基隆市政府增設海洋發展局、交通旅遊局、都市發展局、文化局等一級機關，為成立以來少有的大規模組織改組。2007年（民國96年）12月30日，因應《地方行政機關組織準則》修正，府內各局改制為「處」，建設局與海洋發展局合併為產業發展處，附屬機關則維持不變。2019年，交通旅遊處分拆為交通處、觀光及城市行銷處等兩個府內一級單位。

## 辦公廳舍

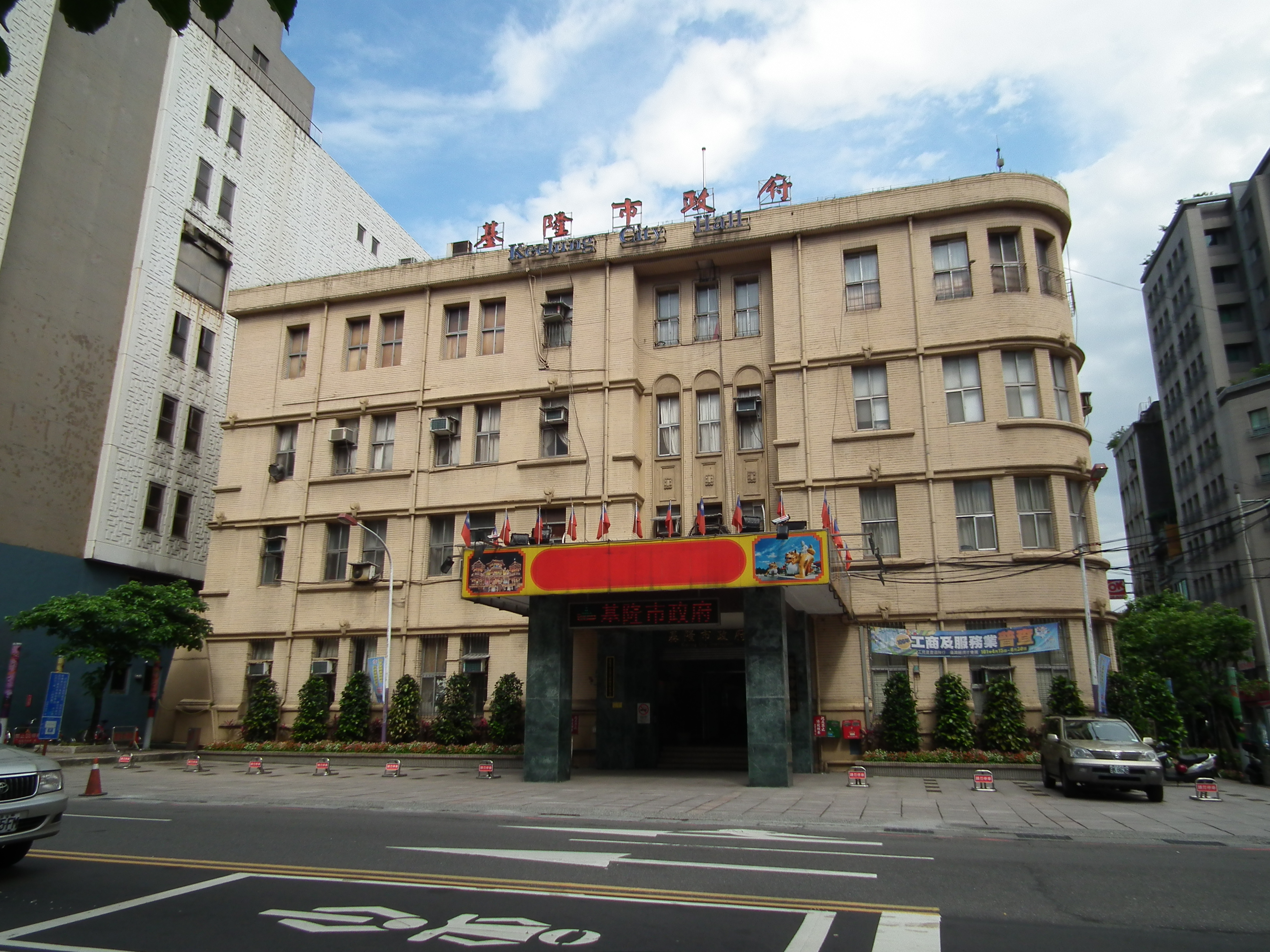
基隆市政府大樓

基隆市政府大樓位處基隆市政治經濟輻輳的基隆港東岸，並鄰近基隆文化中心、東岸客運碼頭、廟口商圈等重要設施。由於基隆市政府大樓基地與清代基隆通判（台北分府通判）官衙位置相同，故基隆在1875年（清光緒元年）開始設官統治後迄今，即一直以此地做為行政中心。2002年（民國91年），基隆市文化局登錄基隆市政府大樓前棟為歷史建築。

## 組織
依據《基隆市政府組織自治條例》，基隆市政府設有14個內部單位、6個所屬一級機關（19個下屬機關）、21個所屬二級機關、7個區公所、60所各級學校（含3所幼兒園）。
所屬一級機關轄下機關
基隆市警察局設有10個所屬機關、基隆市衛生局設有9個所屬機關，7個區公所。
市立學校
均由教育處督導，高級中學4所，均為完全中學，國民中學11所，國民小學42所，幼兒園共3所。

## 外部連結
- 基隆市政府全球資訊網 （页面存档备份，存于）（繁體中文）（英文）（日語）
- 基隆市政府社會處的Facebook專頁